# Aspitates
Genre
Aspitates est un genre de lépidoptères (papillons) de la famille des Geometridae.

## Liste des sous-genres et espèces
- Sous-genre Aspitates (Aspitates)
  - Aspitates gilvaria (Denis & Schiffermüller, 1775)
- Sous-genre Aspitates (Napuca)
  - Aspidistes albaria
  - Aspidistes collinaria
  - Aspidistes forbesi
  - Aspidistes ochrearia
  - Aspidistes orciferaria
  - Aspidistes taylorae